# Miranovy duby
Miranovy duby je skupina památných dubů nacházejících se v Ctěnickém háji, na cestě z Vinoře do Ctěnic. Jedná se celkem o jedenáct dubů, které byly vyhlášeny památnými v roce 2001.

## Historie
Duby byly vysázeny kolem roku 1773 či 1775 v době selského povstání vedeného rychtářem Josefem Miranem, proto se také duby někdy nazývají Miranovy. Jejich obvod činí 2,68–4,31 m, dosahují výšky 32–40 m a stáří se odhaduje na 240 let. Naposledy byly ošetřeny mezi 4. až 7, prosincem roku 2000. Všech jedenáct dubů je chráněno památkovým úřadem. Nejvýznamnější strom je č. 1 který stojí uprostřed cesty.

## Turismus
Okolo dubů vede turistická značená trasa  6107 vedená ze Satalic přes Vinoř a Ctěnice do Miškovic.